# Zakariyya Musawi
Zakariyyā Mūsawī, (in arabo زكريا موسوي‎?, Zakariyyā Mūsawī, talvolta scritto in altri contesti linguistici Habib Zacarias Moussaoui) nome di battaglia Abū Khālid al-Ṣaḥrāwī, (Saint-Jean-de-Luz, 30 maggio 1968), è un terrorista francese, di origine marocchina, imputato di cospirazione, al fine di uccidere cittadini statunitensi come parte dell'attentato terroristico dell'11 settembre 2001. 
Al termine di un procedimento giudiziario, Zakariyyā Mūsawī è stato condannato al carcere a vita da un tribunale e rinchiuso nel carcere federale ADX a Florence (Colorado).

## Sintesi
Zakariyyā Mūsawī fu imputato di essere stato un rimpiazzo per il "primo" ventesimo dirottatore, probabilmente Ramzi bin al-Shibh. A quest'ultimo e a Zakariyya al-Sabbar erano stati negati i visti. Tuttavia i rappresentanti dell'accusa nel processo ebbero difficoltà nel provare un suo diretto collegamento con gli altri 19 partecipanti.
Il processo a Zakariyyā Mūsawī è stato visto in alcuni ambienti critici come un barometro della volontà e della capacità degli Stati Uniti di rispondere con energia ai sospettati di terrorismo. Altri invece hanno sollevato obiezioni al modo in cui la corte, e in special modo la giudice Leonie Brinkema, hanno tollerato il bizzarro e minaccioso comportamento in aula di Zakariyyā Mūsawī. Zakariyyā Mūsawī espresse infatti disprezzo per il processo e la corte, presentando mozioni legali che irridevano il giudice Brinkema, sorprendendo gli astanti con il designare se stesso come avvocato difensore e irritando i rappresentanti federali dell'accusa richiedendo la presenza dei membri incarcerati di al-Qāʿida come suoi testimoni a discarico. Durante l'iter processuale, Zakariyyā Mūsawī ammise la sua colpevolezza a diversi livelli, come pure di far parte dell'organizzazione terroristica di al-Qāʿida.
Durante il processo, Zakariyyā Mūsawī inizialmente asserì di non essere coinvolto negli attentati dell'11 settembre 2001, ma che egli aveva pianificato attacchi agli Stati Uniti per suo proprio conto. Alcuni membri di al-Qāʿida, a quanto viene riferito, corroborarono in certa misura le affermazioni di Zakariyyā Mūsawī, affermando che egli era coinvolto in un complotto diverso da quello dell'11 settembre, ma i rappresentanti dell'accusa giudicarono questi racconti destituiti di fondamento. Il 3 aprile 2006, Zakariyyā Mūsawī fu giudicato passibile di pena capitale. Prima di lasciare l'aula delle udienze, è stato riferito che egli avrebbe gridato: "Non avrete mai il mio sangue. Dio vi maledica tutti!". Alla fine del mese egli rinunciò alle sue pretese e ancora una volta ammise la propria colpevolezza riguardo a tutti i capi d'imputazione contestatigli dai rappresentanti della pubblica accusa.
Il 3 maggio 2006 una giuria decise di non applicare la pena di morte a Zakariyyā Mūsawī. Il giorno seguente egli ricevette una condanna di carcere a vita senza libertà condizionale. Appena condotto fuori dall'aula, Zakariyyā Mūsawī applaudì e disse: "America, hai perduto... Io ho vinto." La giudice Brinkema gli rispose dicendo che sarebbe "morto piagnucolando" e che non avrebbe avuto "più un'opportunità di parlare ancora". Secondo l'agenzia giornalistica Associated Press, tre giurati decisero che Zakariyyā Mūsawī aveva avuto una limitata conoscenza del complotto dell'11 settembre e tre descrissero il suo ruolo negli attentati, ammesso che ne avesse avuto uno, come molto limitato. Dopo la sentenza, Zakariyyā Mūsawī ritrattò le sue testimonianze processuali, affermando che egli non aveva cospirato negli attentati dell11 settembre 2001, ma che aveva "partecipato a un altro complotto di al-Qāʿida che doveva essere condotto a termine dopo l'11 settembre".

## Storia personale

### Infanzia
ʿĀʾisha al-Wāfī, madre di Zakariyyā Mūsawī, aveva 14 anni quando si sposò in Marocco. Cinque anni dopo i genitori di Zakariyyā Mūsawī si trasferirono in Francia, dove Zakariyyā nacque. Dopo aver subito violenze domestiche, sua madre fu abbandonata dal marito 'Omar, mentre i suoi quattro figli erano ancora piccoli. La madre allevò i figli grazie al suo semplice salario di pulitrice. Non vi fu educazione religiosa all'interno della famiglia. Testimoni dichiararono, durante il processo a Zakariyyā Mūsawī, che, come le prime generazioni di immigranti dal Marocco, la famiglia dovette frequentemente affrontare episodi di razzismo nella sua nuova patria.
Secondo suo fratello ʿAbd Ṣamad Mūsawī, Zakariyyā amava giocare a pallamano:
Per Zakariyyā [suo fratello scriveva sul britannico the Guardian], la pallamano in breve divenne più di uno sport. Era una passione. Era brillante. Ognuno lo riconosceva: i suoi allenatori, i suoi compagni di squadra, anche i suoi avversari. Per Zakariyyā il futuro era stabilito. Egli avrebbe studiato e avrebbe fatto sport.

### Addestramento da militante
Mūsawī è conosciuto anche con altri nomi, tra cui Abū Khālid al-Ṣaḥrawī e Shaqil mentre era in Oklahoma. Prese una laurea magistrale in International Business presso la South Bank University di Londra, dopo essersi immatricolato nel 1993 ed essersi diplomato nel 1995. Effettuò i suoi primi passi di indottrinamento radicale nella moschea di Brixton, in cui incontrò il futuro "shoe bomber" Richard Reid, sebbene fosse allontanato dalla moschea dopo che egli s'era presentato vestendo una tuta militare da combattimento e uno zaino, insistendo con l'addetto religioso perché gli fornisse indicazioni su come raggiungere i combattenti del jihād. È possibile che egli avesse collegamenti con i componenti della moschea di Finsbury Park, in cui insegnava l'estremista Abu Hamza al-Masri.
Le autorità francesi cominciarono a tenere sotto controllo Mūsawī nel 1996 quando esse lo osservarono assieme a estremisti musulmani a Londra. Nel 1998 si recò nel campo d'addestramento di Khalden in Afghanistan, probabilmente ritornandovi anche l'anno successivo. Nel settembre del 2000, visitò la Malaysia e risiedette in un condominio di proprietà di Yazid Sufaat che, nell'ottobre del 2000, firmò lettere che identificavano Mūsawī come un rappresentante della sua compagnia. Due degli 11 dirottatori dell'11 settembre vissero in quello stesso condominio nel gennaio del 2000. Il leader della al-Jamāʿa al-Islāmiyya, Riḍwān ʿIsma al-Dīn inviò un messaggio al gruppo di Yazid Sufaat perché a Musawi fossero consegnati in ottobre $35.000 e documenti di viaggio per la Malaysia.

### Addestramento al volo
Dal 26 febbraio 2001, Mūsawī effettuò corsi di addestramento al volo nella Airman Flight School di Norman (Oklahoma). Malgrado 57 ore di lezioni di volo, non superò l'esame per il brevetto e abbandonò la scuola senza aver potuto effettuare un volo in solitaria. La stessa scuola fu visitata da Mohammed Atta e Marwan al-Shehhi, che pilotarono i velivoli che si schiantarono rispettivamente contro la Torre Nord e la Torre Sud del World Trade Center di Manhattan.
Durante il suo soggiorno a Norman, Mūsawī ebbe un compagno di stanza di nome Husayn al-Attas. L'11 agosto 2001, Husayn al-Attas portò in automobile Mūsawī in Minnesota dall'Oklahoma. Ḥusayn al-Attas ha detto che lui e Mūsawī avevano programmato di fare un viaggio di diletto a New York City a fine agosto/inizi di settembre 2001. Nel 2002, al-Attas ammise di aver mentito all'FBI per tener segreto il nome di Mūsawī, di aver mentito all'FBI per tenere segrete le convinzioni gihadiste e anti-americane di Mūsawī, di aver mentito circa le sue stesse convinzioni gihadiste, di aver mentito per tener segreto il fatto che Mūsawī aveva tentato di convincerlo a diventare maggiormente attivo nel jihād e di aver mentito per occultare i nomi di altri personaggi vicino-orientali che avevano preso lezioni di volo in Oklahoma.
Mūsawī si presume abbia ricevuto $14.000 di rimesse da Ramzi bin al-Shibh, provenienti da Düsseldorf e Amburgo (Germania), ai primi di agosto. Questa somma avrebbe potuto aiutarlo a pagare le lezioni per l'addestramento al volo, due settimane più tardi, presso il Pan-Am International Flight Academy di Eagan (Minnesota). Il 13 agosto, Mūsawī versò $6.800 in biglietti da 100 US$ per ricevere lezioni di volo per un simulatore di volo del Boeing 747-400. Il simulatore che la Pan-Am usava era operativo presso la Northwest Aerospace Training Corporation (NATCO), un centro di addestramento affiliato alla compagnia aeronautica Northwest Airlines. Mūsawī, a quanto si dice, è considerato un rimpiazzo di Ziad Jarrah, che a un certo punto aveva minacciato di abbandonare l'impresa a causa delle tensioni insorte tra gli stessi complottatori. I piani per includere Mūsawī non furono mai portati a compimento, dal momento che la gerarchia di al-Qāʿida si dice avesse dubbi circa la sua affidabilità.
Clarence Prevost, l'istruttore di volo assegnato a Mūsawī, cominciò a nutrire sospetti circa il suo allievo. Il suo comportamento assomigliava molto a quello di un ricco uomo che era venuto in passato al centro d'addestramento per imparare a comandare un jumbo jet malgrado egli con ogni probabilità non intendesse mai farlo, ma alcune sue peculiarità erano poco usuali. Prevost ha detto in seguito che nelle fasi d'istruzione precedenti l'uso del simulatore, Mūsawī gli avrebbe posto domande nel gergo corretto ma che d'altra parte erano senza senso logico. Mūsawī lesse i manuali d'addestramento del 747, ma difettava nella comprensione dei sistemi di volo dell'aereo. Prevost rimase interdetto del perché Musawi avesse voluto studiare col simulatore se era del tutto carente delle conoscenze di base dell'aeroplano. Dopo averli persuasi, i suoi supervisori contattarono il Federal Bureau of Investigation, che giunse per avere un incontro con lui (malgrado quanto s'è poi detto, Mūsawī non rinunciò ad addestrarsi nelle manovre di decollo e di atterraggio).

### Cattura
Il 16 agosto 2001, Mūsawī fu arrestato da Harry Samit dell'FBI e da agenti dell'INS in Minnesota e imputato di violazione delle norme relative all'immigrazione. I materiali presi in consegna al momento dell'arresto comprendevano un computer portatile, due coltelli, manuali di voli relativi all'aeroplano Boeing 747, un programma PC di simulazione di volo, guanti da combattimento e per il volo, oltre a un disco ottico per PC con informazioni riguardanti l'irrigazione di culture agricole.
Alcuni agenti si meravigliarono che il suo addestramento di volo celasse intenzioni tanto violente, cosicché l'ufficio di Minnesota provò a chiedere il permesso (spedendo più di 70 email in una settimana) di cercare il suo laptop, ma senza risultato. L'agente dell'FBI Coleen Rowley avanzò una richiesta esplicita perché gli fosse consentito di effettuare una ricerca all'interno delle stanze personali di Mūsawī. Questa richiesta fu dapprima negata dal suo superiore, il vice Consigliere Generale Marion "Spike" Bowman, e poi respinta in base al Foreign Intelligence Surveillance Act (FISA), emendato dopo gli Attentati dell'11 settembre 2001 con l'USA PATRIOT Act). Numerosi altri tentativi di indagine fallirono in ugual modo.
Il supervisore dell'FBI, Sen. Chuck Grassley (repubblicano-Iowa), scrisse più tardi al Direttore dell'FBI, Robert Mueller:
Se l'applicazione del mandato del FISA fosse andato avanti, gli agenti avrebbero trovato informazioni tra le cose di Mūsawī che lo avrebbero fatto collegare al maggior finanziatore del complotto riguardante i dirottamenti che operava in Germania e a un responsabile di al-Qāʿida in Malaysia, che aveva incontrato almeno due altri dirottatori mentre era sotto sorveglianza da parte di funzionari dell'intelligence.

## Procedimenti giudiziari
L'11 dicembre 2001, Mūsawī fu portato dinnanzi a un Gran Giurì federale del Distretto orientale della Virginia, con 6 diversi capi d'imputazione riguardanti il reato di alto tradimento (felony): cospirazione al fine di perpetrare atti di terrorismo al di là dei confini nazionali, cospirazione finalizzata a commettere crimini di pirateria aerea, cospirazione al fine di distruggere aeromobili, cospirazione finalizzata all'uso di armi di distruzione di massa, cospirazione tendente all'omicidio di funzionari statunitensi e cospirazione mirante alla distruzione di proprietà altrui. Il rinvio a giudizio di Zakariya Musawi nominava come suoi complici cospiratori latitanti Ramzi bin al-Shibh e Muṣṭafā al-Hawsawī, fra gli altri, per il ruolo da loro svolto nell'attacco mirante a "uccidere migliaia di cittadini innocenti a New York, in Virginia e in Pennsylvania."
Il 2 gennaio 2002, Mūsawī rifiutò di presentare eccezioni per le accuse elevate contro di lui e la giudice Leonie Brinkema decise allora che l'imputato avesse di fatto eccepito la sua non colpevolezza. Un'udienza fu tenuta il 12 aprile 2002, per decidere circa il suo diritto all'autodifesa, dal momento che Mūsawī aveva declinato di usufruire di un libero patrocinio di difesa, chiedendo di difendersi da solo. In un'altra udienza del 13 giugno 2002, Brinkema lo ritenne in grado di procedere alla sua autodifesa e consentì che il caso potesse procedere. Tuttavia, Mūsawī più tardi chiese l'assistenza occasionale di avvocati per aiutarlo in occasione di alcuni passaggi procedurali e tecnici.
Zakariyyā Mūsawī ammise il suo collegamento con al-Qāʿida, ma negò di essere coinvolto negli attentati dell'11 settembre. Piuttosto egli ammise di star procedendo per suo proprio conto all'organizzazione di un attentato del tutto distinto da quello verificatosi. Khalid Shaykh Muhammad aveva in precedenza dichiarato agli inquirenti che Mūsawī lo aveva incontrato prima dell'11 settembre, ma che egli (Muhammad) aveva optato per non impiegarlo. Nessuna diretta prova è stata finora prodotta circa un collegamento di Mūsawī con gli attentati dell'11 settembre.
Il processo mise in luce una tensione negli Stati Uniti fra l'apparato giudiziario e la National Security. Zakariyyā Mūsawī avanzò una richiesta di accedere a documenti confidenziali e al diritto di chiamare sul banco dei testimoni prigionieri di al-Qāʿida, specialmente Bin al-Shibh, Khalid Shaykh Muhammad e Mustafa Ahmad al-Hawsawi. Entrambe le richieste furono giudicate dall'accusa come potenziali minacce alla sicurezza nazionale. La giudice Brinkema negò l'accesso a documenti confidenziali, malgrado a Musawi fosse stato teoricamente permesso di usufruire di alcuni membri di al-Qāʿida in qualità di testimoni a discarico.
Brinkema giudicò inammissibile la pena di morte e l'imputato il 2 ottobre del 2003, a seguito della ripulsa da parte del governo statunitense di dare esecuzione all'ordinanza del giudice che si permettesse la presenza come testimoni per la difesa di membri di al-Qāʿida. Le Corti d'Appello statunitensi per il 4° Circuito smentirono la decisione della Brinkema, argomentando tale decisione col fatto che il governo statunitense avrebbe potuto comunque far produrre nel dibattimento riassunti delle interviste/interrogatori di tali testimoni. Il 21 marzo 2005, la Corte Suprema degli Stati Uniti, senza motivazione, respinse la decisione della Corte d'Appello e riassegnò il caso alla giudice Brinkema.
Il 22 aprile 2005, in una delle sessioni della Corte svoltasi verso la fine di quella fase di udienze, Mūsawī stupì l'uditorio riconoscendosi colpevole di tutti i capi d'imputazione, negando però al contempo di avere avuto l'intenzione di produrre un massacro quale quello dell'11 settembre. Affermò che esso era avvenuto senza alcun ruolo svolto da parte sua, e che egli intendeva liberare lo sceicco Omar Abd al-Rahman. Secondo Mūsawī, il suo piano principale era di dirottare un Boeing 747-400, dal momento che l'aeromobile era uno dei pochi che avrebbero potuto raggiungere l'Afghanistan dagli Stati Uniti senza alcuno scalo intermedio.
Il 6 febbraio 2006, Mūsawī gridò: "Io sono al-Qāʿida. Loro non mi rappresentano: sono Americani", riferendosi ai suoi avvocati mentre era scortato fuori dall'aula dell'udienza, di fronte a 120 potenziali giurati.